# 독고탁 - 태양을 향해 던져라
《독고탁 - 태양을 향해 던져라》는 한국에서 제작된 박시옥 감독의 1983년 애니메이션, 가족, 드라마 영화이다. 정욱 등이 제작에 참여하였다.

## 출연진
- 오세홍: 독고탁 역
- 이재명: 김준 역

## 스태프
- 제작: 정욱
- 원작: 이상무
- 각본: 서현재
- 감수: 신동헌
- 원화: 조성옥, 박치만, 오명종
- 동화: 유창신, 배창기, 홍성일, 김이태, 김효태, 서상범, 양승훈, 유상근, 윤찬기, 이종만, 임용재, 김일, 강서기, 정순자, 강은숙, 김경애, 황혜경, 김효식, 김병순, 주경란, 손명희, 현빈이, 지은희, 이은규
- 선화: 이은경, 강현숙, 김경옥, 박인숙, 박미애, 김정자, 이은숙, 조영자, 김명림, 장인영, 강성녀, 강신화
- 채화: 한미라, 박선옥, 이상순, 윤정숙, 신은영, 곽해경, 권오숙, 김양숙, 정운례, 김애자, 윤명옥, 이성희, 황진희, 임복희, 이영희, 신난영, 함주희, 곽부영, 강영화, 정영숙, 김영아, 이병선, 김희란, 최은숙, 강경희, 김두연
- 검사: 박일경, 김명숙, 문영숙
- 진행: 최나영, 홍건호, 조은심, 부영순
- 미술: 전극선, 정해석, 박명식, 조재열, 박용일
- 촬영: 이성우, 정재복, 최성일, 한문호, 최동성, 조재경, 현상민, 이관영, 조영호, 권혁기
- 감독: 박시옥
- 제작·배급	대원동화주식회사작품